# Kardala
Kardala, en arabe : كردلة, est un village du gouvernorat de Tubas en Palestine, situé au nord-est de la Cisjordanie.
Selon le recensement du bureau central palestinien des statistiques, la localité compte une population de 203 habitants en 2017.